# هنريش لوهس
هنريش لوهسي (2 سبتمبر 1896 - 25 فبراير 1964) سياسيًا ألمانيًا ونازيًا ومجرمًا مدانًا بالحرب، اشتهر بحكمه لدول البلطيق خلال الحرب العالمية الثانية.

## حياته
وُلد هينريش لوهسي في عائلة فلاحية في بلدة موهلينباريك في مقاطعة شليسفيغ هولشتاين. من عام 1903 إلى عام 1912 التحق بفولكسشوله في مدينته، وبعد ذلك في مدرسة التجارة العليا. في عام 1913 كان يعمل كموظف في حوض بناء السفن بلوم أند فوس في هامبورغ. خلال الحرب العالمية الأولى 1914-1918، خدم في الجيش الإمبراطوري الألماني من 23 سبتمبر 1915 حتى خروجه مجروحا من الحرب في 30 أكتوبر 1916.

## مهنة الحزب النازي
من عام 1919، كان لوهيس أولً مشاركً في جمعية شليسفيغ هولشتاين للمزارعين، ثم اعتبارًا من عام 1920 كان الأمين العام لشليسفيغ هولشتاينشتاين باورن- لانداربيتر ديديموكراتي. في عام 1923 التحق بالحزب النازي وأصبح في 27 مارس 1925 هو غاولايتر الحزب النازي لشليسفيغ هولشتاين.

## روابط خارجية
- هنريش لوهس على موقع مونزينجر (الألمانية)